# Gestreifte Waldschwebfliege
Die Gestreifte Waldschwebfliege (Dasysyrphus albostriatus) ist eine Schwebfliege in der Unterfamilie Syrphinae. Die Art wurde von dem schwedischen Entomologen Carl Fredrik Fallén als Scaeva albostriatus erstbeschrieben. Das lateinische Art-Epitheton albostriatus bedeutet „weiß oder hell gestreift“.

## Taxonomie
Láska et al. stellen die Art in die Tribus Syrphini. Die früher als Syrphus albostriatus-Gruppe bekannten Arten wurden in der Gattung Dasysyrphus zusammengefasst.

## Merkmale
Die Schwebfliegen sind etwa 8 bis 10 mm lang. Das glänzende braunschwarz gefärbte Mesonotum weist zwei weißliche Längsstriemen auf. Das Schildchen ist gelb gefärbt. Über den braunschwarzen Hinterleib verlaufen drei gelbe Querbänder, die sich mittig in einem Winkel treffen und mittig auch unterbrochen sein können. Die Beine sind gelb. Das Gesicht ist ebenfalls gelb. Das der Weibchen weist einen schwarzen Strich auf. Die Facettenaugen der Gattung sind behaart. Männchen und Weibchen lassen sich wie bei den meisten Schwebfliegen an der Lage ihrer Facettenaugen trennen. Die rotbraunen Facettenaugen der Männchen berühren sich am Scheitel, während die der Weibchen durch einen schwarzen Stirnbereich getrennt sind. Die glasklaren Flügel weisen ein schmales schwarzes Pterostigma auf. Láska et al. liefern einen Bestimmungsschlüssel für die europäischen Schwebfliegengattungen – deren Imagines sowie deren Larven im dritten Stadium. Die Larven von Dasysyrphus albostriatus im dritten Stadium besitzen eine annähernd länglich ovale Gestalt. Sie sind sehr flach gebaut.

## Verbreitung
Dasysyrphus albostriatus ist in der Paläarktis verbreitet. In Europa ist die Art weit verbreitet. Ihr Vorkommen reicht von Fennoskandinavien und den Britischen Inseln im Norden bis in den Mittelmeerraum und nach Nordafrika. Nach Osten erstreckt sich das Verbreitungsgebiet bis in den Fernen Osten Asiens (Japan, Korea) mit einzelnen Nachweisen in Sibirien.

## Lebensweise
Die Schwebfliegen beobachtet man von April bis Oktober, am häufigsten in den Monaten Mai und September. Man findet sie gewöhnlich an Waldrändern, aber auch in Parks und in Gärten. Sie besuchen die Blüten einer Vielzahl an Pflanzen, insbesondere gelb blühende Korbblütler und weiß blühende Doldenblütler. Die Larven ernähren sich räuberisch von Blattläusen, aber auch von anderen Kleintieren.

## Bilder

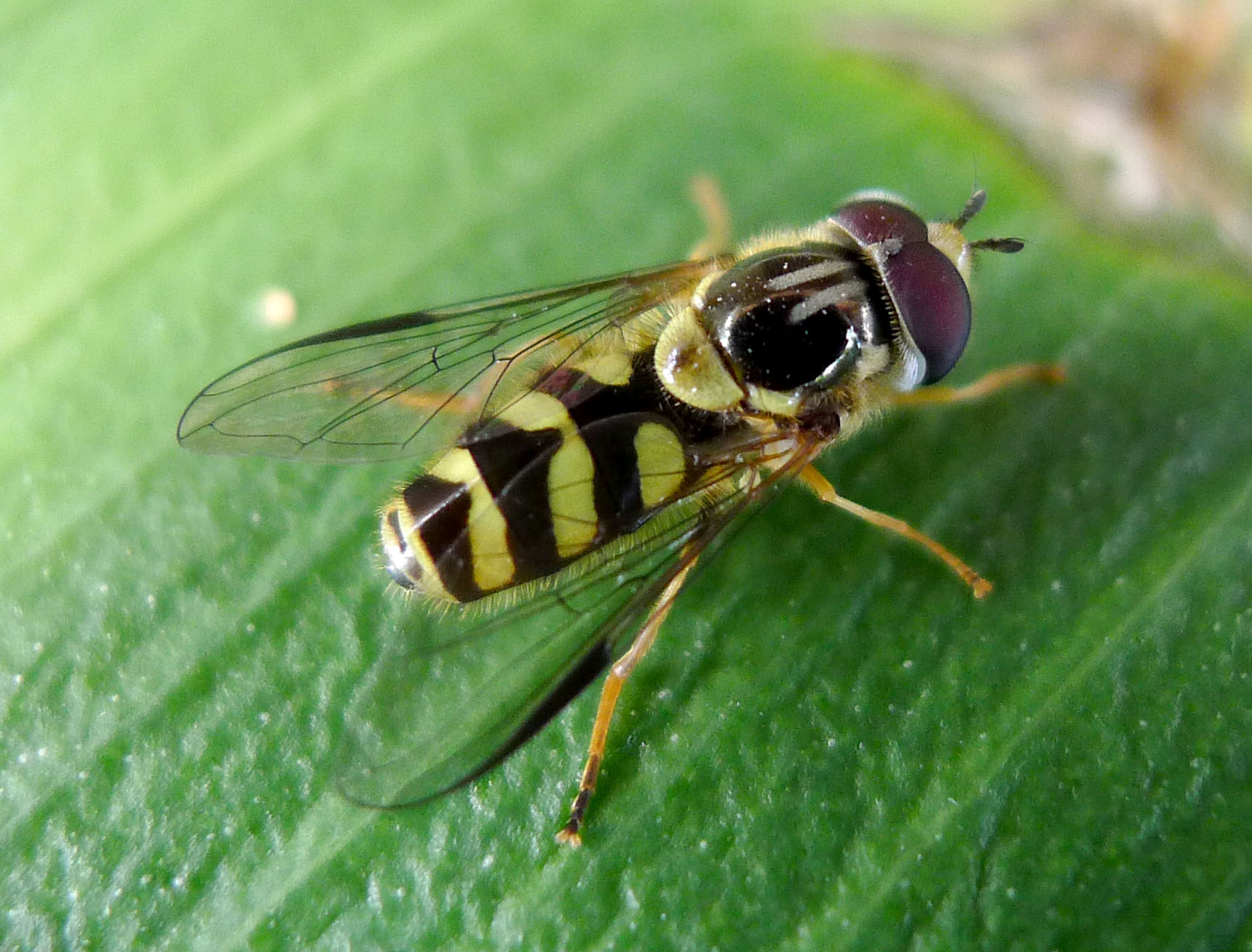
Dasysyrphus albostriatus ♂
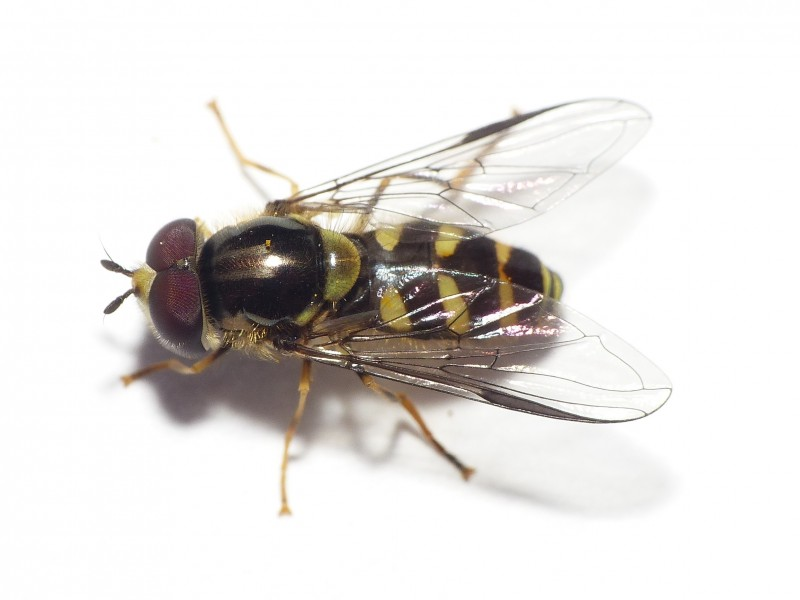
Dasysyrphus albostriatus ♂
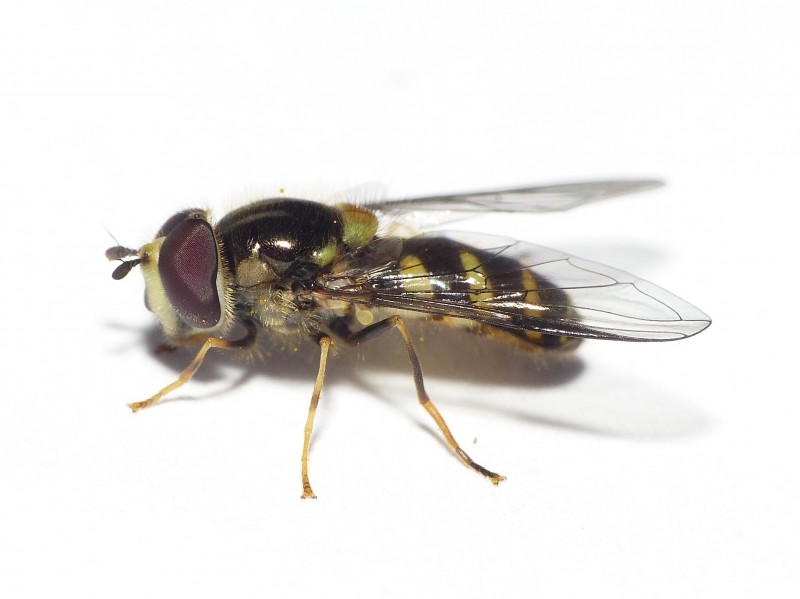
Dasysyrphus albostriatus ♂, Seitenansicht
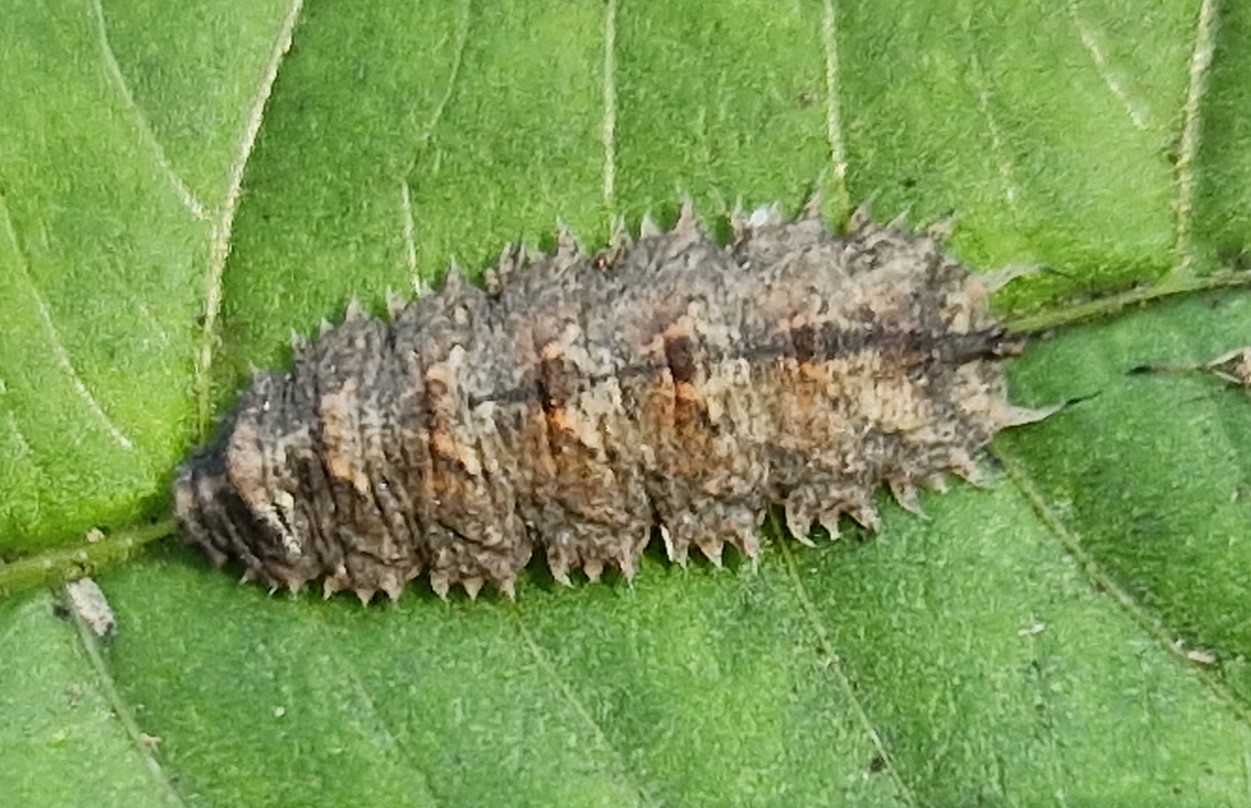
Larve von Dasysyrphus albostriatus
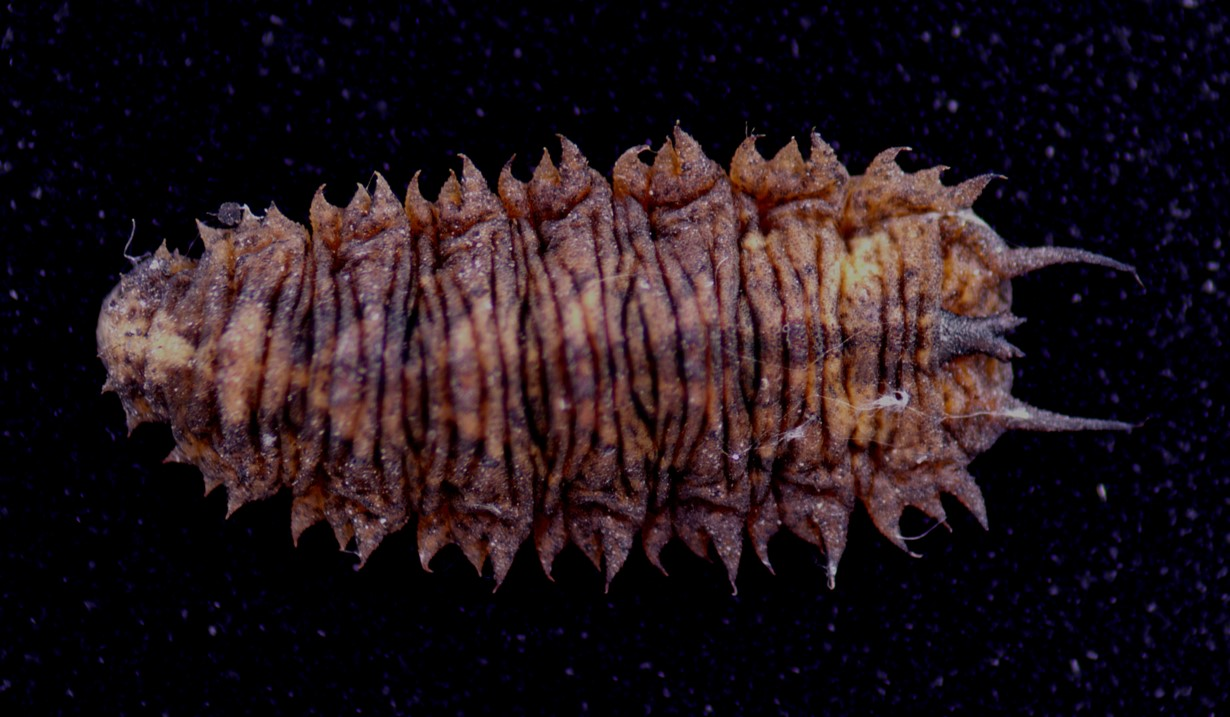
Larve von Dasysyrphus albostriatus, Dorsalansicht, links der Kopf
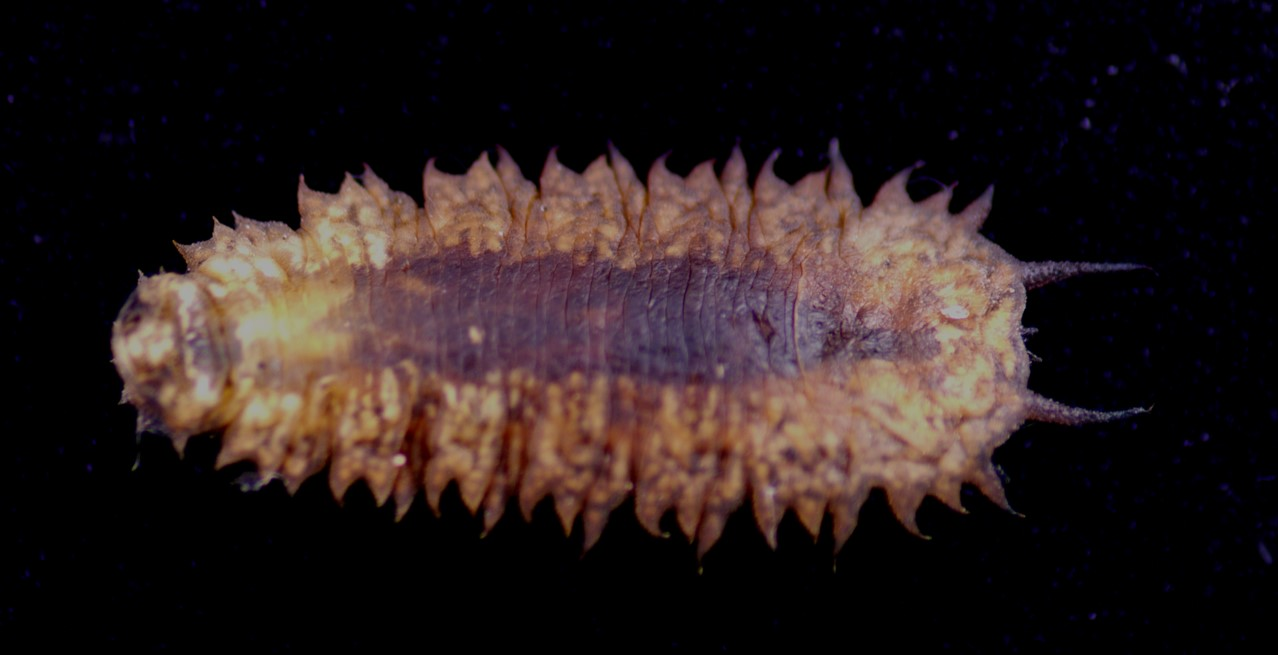
Larve von Dasysyrphus albostriatus, Ventralansicht